# Vasili Ivanchuk
Vasyl Myjaylovych Ivanchuk (ucraniano: Васи́ль Іванчу́к; Berezhany, 18 de marzo de 1969) es un Gran Maestro de ajedrez ucraniano. En varias ocasiones alcanzó el segundo lugar en la lista Elo de la FIDE. Campeón del mundo de ajedrez rápido en 2013. En mayo de 2013 obtuvo un Elo de 2755, alcanzando el 12.º lugar entre los ajedrecistas del mundo.

## Historial profesional
Ivanchuk saltó a la palestra internacional durante los campeonatos del mundo juveniles de 1986 (en el que se proclamó campeón) y 1987 (en el que quedó segundo clasificado, medio punto por detrás de Borís Gélfand).
Dos años después, en 1989, se proclamó vencedor del Torneo de Linares, por delante de Anatoli Kárpov y Ljubomir Ljubojević, entre otros. En 1991 volvió a vencer en Linares en la edición en la que este torneo alcanzó la categoría 17, la más alta hasta aquel momento que torneo alguno había tenido. En ella venció convincentemente a Gari Kaspárov y, por su meteórica carrera, se le vio como el sucesor de los duelos Kaspárov-Kárpov de los años ochenta y posible Campeón del Mundo.
En 2004, ganó el Campeonato de Europa Individual de ajedrez, celebrado en Antalya, Turquía, por delante de Predrag Nikolić y Levon Aronian.
Ivanchuk ha llegado a ser reconocido como el segundo jugador más fuerte del mundo, con una puntuación Elo máxima de 2787. Los analistas consideran, en general, que el principal motivo por el que la genial brillantez de Ivanchuk no ha sido coronada con el título son los nervios del jugador ucraniano. En efecto, como ya se vio en 2002, Ivanchuk perdió ante Ruslán Ponomariov en el encuentro final del Campeonato del Mundo de ajedrez de la FIDE cometiendo graves errores en posiciones que habría convertido en ganadoras.
En 2016 se ha proclamado Campeón del Mundo de Ajedrez Rápido en el Mundial celebrado en Doha.

## Importancia en la escena ajedrecista
Vasili Ivanchuk recibe en ciertos círculos de aficionados y profesionales del ajedrez el calificativo de genio por la profundidad de sus ideas, su dominio de absolutamente todas las partes del juego y su vastísimo conocimiento de teoría de aperturas.[cita requerida]
"La versatilidad de Ivanchuk y su riqueza de ideas hace que sea un jugador completamente impredecible para sus rivales", dijo de él Kásparov.
Ivanchuk puede jugar en ciertas ocasiones como si tuviese 2800 Elo y en otras ocasiones como si tuviese 2600 Elo.
Tiene un enorme gancho entre los aficionados, siendo junto con "Vishy" Anand uno de los ajedrecistas más queridos. En Andalucía se le quiere especialmente por sus brillantes actuaciones en el torneo de Linares, que además de las mentadas ocasiones de 1989 y 1991, volvió a ganar en 1995. 
En el Torneo Internacional de Ajedrez Ciudad de Linares de 2007, Ivanchuk quedó clasificado el 6.º, con 6,5 puntos en 14 partidas (+2 =9 -3).
En abril de 2007, ganó el Festival de ajedrez Cañada de Calatrava, a ritmo relámpago, 5 minutos por jugador, con un magnífico resultado de 8,5 de 9 puntos, quedando a solo medio punto de los ganadores en las otras modalidades de torneo activo y el Fischer.
En mayo de 2007, Ivanchuk ganó por tercer año consecutivo el 42.º Memorial Capablanca, en Cuba, invicto con 6 victorias y 3 empates:
- 1.º Ivanchuk  7,5 puntos
- 2.º Leinier Domínguez 5,5 puntos
- 3.º Vugar Gashimov  5,5 puntos